# Internet Archive
Internet Archive este o organizație americană non-profit fondată în 1996 de Brewster Kahle care gestionează un site de bibliotecă digitală, archive.org. Acesta oferă acces gratuit la materiale digitalizate, precum site-uri web, aplicații software, muzică, materiale audiovizuale și tipărite. Arhiva susține, de asemenea, un internet liber și deschis. Misiunea sa este aceea de a oferi „acces universal la toate cunoștințele”.